# Tony Hawk's American Sk8land
Tony Hawk's American Sk8land è un videogioco sportivo del 2005 sviluppato da Vicarious Visions e pubblicato da Activision per Nintendo DS e Game Boy Advance.
Basato sul Tony Hawk's American Wasteland, American Sk8land usa la grafica cel shading ed è il primo titolo della serie Tony Hawk distribuito su Nintendo DS.